# Власовден
Власовден, наричан също Свети Власий (на името на мъченика Власий Севастийски/Свети Влас) и Му̀ковден (заради традиционно използваните тогава междуметия), е християнски празник, отбелязван от православните църкви, използващи новоюлианския календар на 11 февруари. Той е и един от важните празници в българския народен календар, посветен на впрегатния добитък, най-вече воловете, който е от изключително значение в традиционното земеделско общество.

## Обичаи
Вярва се, че единствено на Власовден воловете не са „стегнати и препасани с 9 колана“ и поради това е грях да бъдат впрягани (връзвани и поставяни под юлар, за да теглят каруца или рало).
В традиционния български фолклор Власовден е посветен на здравето на воловете и предпазването им от смъртоносна вътрешна болест, наричана в народната медицина „влас“. За тази цел се приготвя специален обреден хляб, в Източна България - 1, а в Западна – 2 (наричани съответно „Света Петка“ и „Свети Влас“). Рано сутрин на този ден, след като почистят оборите, земеделците закачват на рогата на воловете обредни кравайчета и ги повеждат на водопой на реката или кладенеца, където орачът сваля хлебчетата, накисва ги с вода и захранва с част от тях добитъка. Остатъка раздават на хората, които срещнат, а те мучат по подобие на воловете за тяхно здраве. В град Перущица, в Родопите, се е спазвал обичай – вече изоставен към края на XIX век – при който цялото село се събира на хълма „Бланевица“, където се приготвя общоселски курбан, а след това хората се прибират по домовете си със запалени свещи в ръце, като през целия път мучат като крави, цвилят като коне и блеят като овце. В някои райони орачи излизат извън селото, където се борят, имитирайки сблъсък между волове и мучат. Вярва се, че през годината най-здравите животни ще са на победилия орач.